# Empoasca histrionicula
Empoasca histrionicula är en insektsart som först beskrevs av George Willis Kirkaldy 1906.  Empoasca histrionicula ingår i släktet Empoasca och familjen dvärgstritar. Inga underarter finns listade i Catalogue of Life.